# فستند
فستند (انگلیسی: Fastned) شرکت خدمات ترابری هلندی است، که در سال ۲۰۱۲ تأسیس شد.